# Antoine Vézina
Pour les articles homonymes, voir Vézina.
Antoine Vézina est un acteur et improvisateur québécois.

## Biographie
Antoine Vézina est un acteur québécois. Diplômé de l’Université du Québec à Montréal (2000) avec un diplôme de théâtre, il bénéficie d’une solide formation dans le théâtre d’improvisation, ayant joué dans les ligues d’improvisation du Québec et la Ligue universitaire d’improvisation (LUI, ligue de l’Université Laval) du Québec, la Ligue d’improvisation centrale de l’UQAM (LicUQAM, ligue de l’Université du Québec à Montréal), les Cravates, la Ligue d’improvisation Globale, la Limonade, la Ligue d’improvisation montréalaise (LIM) et la Ligue nationale d’improvisation (LNI) fort renommée. Il est par ailleurs membre de la troupe d’improvisation Cinplass.
Il faisait partie de l’équipe qui a gagné le concours international d’improvisation du Mondial d’Impro à Strasbourg. En théâtre traditionnel, il a joué en 2005 le rôle de Don Basile dans Le Barbier de Séville. On l’a choisi pour le personnage principal de l’émission de télévision La Job, adaptation québécoise de l’émission britannique The Office. On l’a vu dans plusieurs campagnes publicitaires télévisées comme celle de la Fédération des producteurs de lait du Québec, celle de Chrysler Jeep-Dodge et celle des Pages Jaunes.
Il a été avant 2019 et est depuis 2021 collaborateur dans l'émission Véronique et les fantastiques diffusée sur les ondes de CITE-FM.
Il est en couple avec Tammy Verge depuis 2004.

## Théâtre

### Pièce
- 2001 : Le médecin malgré lui
- 2002 : Pour homme seulement
- 2003 : Zone
- 2005 : Le barbier de Séville
- 2007 : Théâtre extrême
- 2008 : Ladies and Gentlemen
- 2010 : Le remplaçant
- 2012 : Ne pas déranger
- 2014 : Un peu, beaucoup, passionnément
- 2015 : Un dîner d’adieu
- 2015 - 2016 : Une heure de tranquillité

### Spectacle
- 2014 : Le gala du grand rire
- 2015 : Gala hommage à François Pérusse
- 2017 : Le gala de Dominic Paquet
- 2017 : Le gala de Billy Tellier et Mario Jean
- 2017 : Le gala Juste Sketchs

## Filmographie

### Télévision
- 2000 : Histoires de filles : un policier
- 2002 : Lance et compte : Nouvelle Génération : Pascal Konstantinos
- 2002 : Jean Duceppe : J.-A. DeSève
- 2002 : Ayoye! : Bernard Barbeau
- 2002 - 2006 : Annie et ses hommes : Louis
- 2002 : Rumeurs : M. Bouchard
- 2002 : Cauchemar : chef cuisinier
- 2003 - 2004  : Hommes en quarantaine : infirmier
- 2004 et  2010 :  Caméra Café : Stéphane / enquêteur
- 2004 : Les Bougon, c'est aussi ça la vie! : Gaël
- 2005 : Les Ex : Ghislain
- 2005 : Casting : Raymond Hotte
- 2005 et 2011 Il était une fois dans le trouble : Raymond / Mario
- 2006 - 2007 : La Job : David Gervais
- 2008 : Stan et ses stars : Dr Picard
- 2008 : La Galère : Pierre (gynéco)
- 2008 et 2011 : Tout sur moi : Raymond / Mario
- 2008 : Une grenade avec ça ? : Ernesto Tadeba
- 2009 : Les Hauts et les Bas de Sophie Paquin : agent Claude « Pitbull » Allard
- 2009 : Bienvenue aux dames : Michel
- 2009 : Rock et Rolland : Jean-Hugue
- 2009 : Tactik : M. Boudrias
- 2010 : La Grande Bataille : Sieur de la Croix
- 2010 : Les Boys : Frank Bisson
- 2010 - 2011 : Mauvais Karma : sergent détective Ringuette
- 2010 - 2013 : VRAK la vie : Jules / le directeur de l'École St-Clone
- 2011 - … : lol :-) : rôles multiples
- 2011] : Les grands duels LNI  : lui-même
- 2013 : Fée Éric : directeur adjoint
- 2014 : Toute la vérité : Hugo Bédard (Boucher)
- 2014 - … : MED : Michel
- 2015 : La théorie du K.O.: vendeur de char
- 2016 : Ça décolle ! : soldat / ancien cool / père ambivalent
- 2016 -… : Infoman : Hémisphère
- 2016 -… : Web Thérapie : Richard Desbiens
- 2017 -… : Votre beau programme : rôles multiples

### Animation
- 2014  - 2015 : Au-delà du clip : chroniqueur
- 2016 - … : Maripier : collaborateur

### Cinéma
- 1996 : À Soleil d’ailes : rôle principal
- 1997 : Picsis : rôle principal
- 2005 : Maurice Richard : un partisan
- 2005 : Les Boys 4 : Client récalcitrant, fleuriste
- 2006 : Ma fille, mon ange : concierge de l’hôtel
- 2006 : Les 3 P'tits Cochons : ambulancier
- 2007 : Ben voyons, Camille! : Robert
- 2008 : Les vraies affaires : le psychologue
- 2010 : La vérité : adjoint du directeur
- 2014 : Le Vrai du faux : policier SQ
- 2016 : Votez Bougon : Roger Denis
- 2020 : Aline : Jean-Bobin
- 2022 : Lignes de fuite de Catherine Chabot et Miryam Bouchard (en) : Stéphane, animateur radiophonique

### Webtélé
- 2013 - 2014 : Pitch : Richard, le producteur
- 2016 : Barman : lui-même

## Distinctions

### Récompenses
- 1996 - Recrue de l'année de la ligue universitaire d'improvisation
- 2004 - Joueur recrue de la saison de la Ligue nationale d'improvisation